# Craig Steadman
Craig Steadman (Farnworth, 14 luglio 1982) è un giocatore di snooker inglese.

## Carriera
Craig Steadman diventa professionista all'inizio della stagione 2009-2010, dopo aver vinto un evento PIOS nel 2008. Il debutto dell'inglese arriva al German Masters 2012, dove riesce a partecipare vincendo il turno delle wildcard contro il connazionale Mike Dunn, anche se tuttavia Steadman perde al primo turno della fase ad eliminazione diretta contro Matthew Stevens per 5-1. Nella stagione 2013-2014 riesce a prendere parte a diversi eventi, riuscendo tra l'altro ad arrivare al terzo turno nel China Open. Negli anni successivi, l'inglese non ottiene buoni risultati, tanto da dover partecipare alla Q School per essere riammesso nel Main Tour.

## Ranking[3]
| Stagione  | Ranking iniziale | Ranking finale |
| --------- | ---------------- | -------------- |
| 2009-2010 | Non classificato | 77             |
| 2012-2013 | Non classificato | 83             |
| 2013-2014 | 82               | 76             |
| 2014-2015 | Non classificato | 73             |
| 2015-2016 | 66               | 68             |
| 2016-2017 | Non classificato | 107            |
| 2017-2018 | 82               | 89             |
| 2018-2019 | Non classificato | 86             |
| 2019-2020 | 72               |                |